# Толстопальцево (станция)
Толстопа́льцево — железнодорожная станция Киевского направления Московской железной дороги в Москве. Находится в поселении Кокошкино Новомосковского административного округа. Входит в Московско-Смоленский центр организации работы железнодорожных станций ДЦС-3 Московской дирекции управления движением. По характеру основной работы является промежуточной, по объёму выполняемой работы отнесена к 4-му классу. Открыта в 1899 году, в 2020-2022 годах прошла реконструкцию.
На станции одна островная высокая пассажирская платформа. До запуска линии МЦД-4 останавливалось большинство пригородных электропоездов (после — только поезда МЦД-4). На станции формируются грузовые составы.
К югу от станции проходит граница Новомосковского и Западного административных округов Москвы, выход к району Внуково, деревне и посёлку Толстопальцево, остановочный пункт автобусов.

## Наземный общественный транспорт
На этой станции можно пересесть на следующие маршруты городского пассажирского транспорта:
- Автобусы: с162, 750, 878, 889, 950